# Flip Fermin
Philippe (Flip) Fermin (26 november 1947 - 25 januari 1994) was een Nederlands striptekenaar.
Flip Fermin was een veelbelovend kunstenaar wiens talent nooit tot volle bloei is gekomen. Na zijn studie aan de Gerrit Rietveld Academie kwam hij in contact met Joost Swarte en Peter Pontiac, medewerkers van het stripblad Tante Leny presenteert! Hoewel hij zwaar beïnvloed werd door de underground comic en de klassieke krantenstrip, publiceerde hij slechts een paar strips in jeugdbladen (Mickey Maandblad en Jippo). Hij was redacteur van het tijdschrift Inkt. Daarnaast verschenen zijn illustraties en een korte strip in de Bussumse Courant en in Tante Leny presenteert! Fermin zag zichzelf als artist maudit van de stripkunst. Hij werd vooral geïnspireerd door tekenaars als George Herriman en Hergé. De striptekenaar Gerard Leever (werkend onder het pseudoniem Gleever) beschreef hem als 'een enorm inspirerend figuur'. Twee jaar na zijn dood werd een expositie aan Fermins' werk gewijd op de stripbeurs te Haarlem.

## Strips
Robur
- Robur, 1 plaat in: Winterboek Okki-Jippo (1976)
- Robur en Pennekamp, 1 plaat in: Mickey Maandblad nummer 4 (1977)

Katoen + Pinbal
- Huize "Bel Air" (verhaal 7), 23 platen in Jippo (1976-1977), tekst: Joost Swarte

De enige aflevering van Katoen + Pinbal die niet door Joost Swarte is getekend
Overige strips
- Honeyman H. in Superstar!? (tekst: Hans Berclouw), in: Tante Leny presenteert!, nummer 21 (1976), pagina 10
- Die Vagabunden, in: Bussumse Courant (8 december 1977)

## Boek
Robur & Pennekamp & andere verhalen
- Uitgegeven ter gelegenheid van de tentoonstelling van het werk van Flip Fermin in Haarlem in 1996